# Grammy-díj a legjobb szóló popénekes teljesítményért
A legjobb szóló popénekes teljesítményért járó Best Pop Solo Performance elnevezésű Grammy-díjat 2012 óta adják át évente. 1959 és 2011 között külön férfi és női díj létezett, majd 2012-ben összevonták a két kategóriát és nemtől függetlenül díjazzák a legjobb popénekeseket.

## 2010-es évek
| Év                | Előadó                                    | Dal |
| ----------------- | ----------------------------------------- | --- |
| 2012              |                                           |     |
| Adele             | Someone Like You                          |     |
| Lady Gaga         | Yoü and I                                 |     |
| Bruno Mars        | Grenade                                   |     |
| Katy Perry        | Firework                                  |     |
| Pink              | Fuckin’ Perfect                           |     |
| 2013              |                                           |     |
| Adele             | Set Fire to the Rain (Live)               |     |
| Kelly Clarkson    | Stronger (What Doesn’t Kill You)          |     |
| Carly Rae Jepsen  | Call Me Maybe                             |     |
| Katy Perry        | Wide Awake                                |     |
| Rihanna           | Where Have You Been                       |     |
| 2014              |                                           |     |
| Lorde             | Royals                                    |     |
| Sara Bareilles    | Brave                                     |     |
| Bruno Mars        | When I Was Your Man                       |     |
| Katy Perry        | Roar                                      |     |
| Justin Timberlake | Mirrors                                   |     |
| 2015              |                                           |     |
| Pharrell Williams | Happy (Live)                              |     |
| John Legend       | All of Me (Live)                          |     |
| Sia               | Chandelier                                |     |
| Sam Smith         | Stay with Me (Darkchild Version)          |     |
| Taylor Swift      | Shake It Off                              |     |
| 2016              |                                           |     |
| Ed Sheeran        | Thinking Out Loud                         |     |
| Kelly Clarkson    | Heartbeat Song                            |     |
| Ellie Goulding    | Love Me Like You Do                       |     |
| Taylor Swift      | Blank Space                               |     |
| The Weeknd        | Can’t Feel My Face                        |     |
| 2017              |                                           |     |
| Adele             | Hello                                     |     |
| Beyoncé           | Hold Up                                   |     |
| Justin Bieber     | Love Yourself                             |     |
| Kelly Clarkson    | Piece by Piece                            |     |
| Ariana Grande     | Dangerous Woman                           |     |
| 2018              |                                           |     |
| Ed Sheeran        | Shape of You                              |     |
| Kelly Clarkson    | Love So Soft                              |     |
| Kesha             | Praying                                   |     |
| Lady Gaga         | Million Reasons                           |     |
| Pink              | What About Us                             |     |
| 2019              |                                           |     |
| Lady Gaga         | Joanne (Where Do You Think You’re Goin’?) |     |
| Beck              | Colors                                    |     |
| Camila Cabello    | Havana (Live)                             |     |
| Ariana Grande     | God Is a Woman                            |     |
| Post Malone       | Better Now                                |     |

## 2020-as évek
| Év             | Előadó                | Dal                  |
| -------------- | --------------------- | -------------------- |
| 2020           |                       |                      |
| Lizzo          | Truth Hurts           |                      |
| Beyoncé        | Spirit                |                      |
| Billie Eilish  | Bad Guy               |                      |
| Ariana Grande  | 7 Rings               |                      |
| Taylor Swift   | You Need to Calm Down |                      |
| 2021           |                       |                      |
| Harry Styles   | Watermelon Sugar      |                      |
| Justin Bieber  | Yummy                 |                      |
| Doja Cat       | Say So                |                      |
| Billie Eilish  | Everything I Wanted   |                      |
| Dua Lipa       | Don’t Start Now       |                      |
| Taylor Swift   | Cardigan              |                      |
| 2022           |                       |                      |
| Olivia Rodrigo | Drivers License       |                      |
| Justin Bieber  | Anyone                |                      |
| Brandi Carlile | Right on Time         |                      |
| Billie Eilish  | Happier Than Ever     |                      |
| Ariana Grande  | Positions             |                      |
| 2023           |                       |                      |
| Adele          | Easy on Me            |                      |
| Bad Bunny      | Moscow Mule           |                      |
| Doja Cat       | Woman                 |                      |
| Steve Lacy     | Bad Habit             |                      |
| Lizzo          | About Damn Time       |                      |
| Harry Styles   | As It Was             |                      |
| 2024           | Miley Cyrus           | Flowers              |
| 2024           | Doja Cat              | Paint the Town Red   |
| 2024           | Billie Eilish         | What Was I Made For? |
| 2024           | Olivia Rodrigo        | Vampire              |
| 2024           | Taylor Swift          | Anti-Hero            |
| 2025           | Sabrina Carpenter     | Espresso             |
| 2025           | Beyoncé               | Bodyguard            |
| 2025           | Charli XCX            | Apple                |
| 2025           | Billie Eilish         | Birds of a Feather   |
| 2025           | Chappell Roan         | Good Luck, Babe!     |

## Legtöbbször díjazottak
4 díj
- Adele

2 díj
- Ed Sheeran

## Legtöbbször jelöltek
| 5 jelölés - Taylor Swift 4 jelölés - Adele - Kelly Clarkson - Billie Eilish - Ariana Grande 3 jelölés - Lady Gaga - Katy Perry - Justin Bieber - Doja Cat | 2 jelölés - Beyoncé - Doja Cat - Lizzo - Bruno Mars - Pink - Ed Sheeran - Harry Styles |